# 福島県道5号上名倉飯坂伊達線
福島県道5号上名倉飯坂伊達線（ふくしまけんどう5ごう かみなぐらいいざかだてせん）は、福島県福島市さくらから伊達市広前をつなぐ県道（主要地方道）。一般にフルーツラインと呼ばれる。

## 概要
福島市さくら三丁目の国道115号交点を起点とし、福島盆地西側外縁部を弧を描くように北上する。起点から庄野を経て在庭坂の薬師田交差点（福島県道70号福島吾妻裏磐梯線交点）までは片側2車線で整備されている。これは1995年（平成7年）のふくしま国体の開催を機に、メイン会場であった福島県あづま総合運動公園のアクセスを担ういわゆる国体道路として、また磐梯吾妻スカイラインへの観光客輸送のために全長3,710mにわたり拡幅整備され、1995年3月24日に完成供用されたものである。
在庭坂から先、町庭坂、大笹生を経て国道13号飯坂町井野目交差点に至る。従来この先は交差点を直進するルートであったが、バイパス（医王寺通り）の完成に伴い旧道の市への移管、ルート変更が行われ、国道13号と路線重用した上で南下し、飯坂町原交差点で分岐し北上して飯坂町中心部に至るルートとなった。以後は国道399号飯坂バイパスや福島県道3号福島飯坂線（飯坂街道）と重複し、飯坂温泉温泉街の十綱橋東詰で県道3号が終点を迎え、以後は終点の伊達市の国道4号伊達交差点まで国道399号（伊達街道）と重複する。
大笹生地内の東北中央自動車道福島大笹生インターチェンジ周辺はインターチェンジ建設に合わせ幅員が拡大され、また飯坂町原交差点へ国道13号を介すること無く直結する新規バイパス路線が計画されている。福島盆地の扇状地部分に位置することから、沿線に果樹園、とくに果物狩りが可能な観光果樹園が多いことからフルーツラインとの愛称を持ち、果物の収穫時期には観光客で賑わう。
飯坂町湯野以東の国道399号重複区間は伊達街道の一部に相当する。

### 路線データ
- 総延長：20.458 km
- 実延長：14.062 km[5]
- 起点：福島市さくら3丁目
- 終点：伊達市広前

## 歴史
- 1964年12月28日 - 建設省告示台3620号が公布され、福島県道上名倉飯坂線と飯坂保原線の一部が主要地方道上名倉飯坂伊達線に指定される。
- 1965年（昭和40年）12月10日 - 福島県によって県道路線に認定される[6]。
- 1993年（平成5年）5月11日 - 建設省から、県道上名倉飯坂伊達線が上名倉飯坂伊達線として主要地方道に指定される[7]。

## 路線状況

### 通称
- フルーツライン：福島市さくら三丁目（国道115号交点） - 福島市飯坂町平野 井野目交差点、福島市飯坂町平野字西前原 - 福島市飯坂町字月崎町（国道399号飯坂バイパス交点）
  - 井野目交差点から飯坂町平野字西前原までは当路線の旧道で現在は市道。
- 医王寺通り：飯坂町原交差点（国道13号交点） - 福島市飯坂町字月崎町（国道399号飯坂バイパス交点）

### 重複区間
- 福島県道126号福島微温湯線 : 福島市庄野 - 同市土船
- 国道13号：福島市飯坂町平野（井野目交差点 - 飯坂町原交差点）
- 国道399号飯坂バイパス：福島市飯坂町字月崎町
- 福島県道3号福島飯坂線 : 福島市飯坂町 - 同市飯坂町湯野（十綱橋東詰）
- 国道399号 : 福島市飯坂町湯野（十綱橋東詰） - 伊達市広前（伊達交差点）
- 福島県道124号飯坂桑折線 : 福島市飯坂町湯野（字湯ノ上（十綱橋東詰） - 字明神町）

### 橋梁
日の倉橋
- 全長：170.3m / 170.3m（上り / 下り）
  - 主径間：33.08m（上り）
- 幅員：6.5（10.75）m / 11.5m（上り / 下り）
- 形式：5径間PC連結ポステンT桁橋（上り）
- 竣工：1995年 / 1970年（上り / 下り）

日の倉歩道橋
- 全長：170.6m
- 幅員：3.8m
- 竣工：1995年

福島市庄野字日ノ倉から字北日ノ倉に跨り、一級水系阿武隈川水系荒川を渡る。1992年度より4車線化のために上り線橋梁が建設され、また下り線側に人道橋が架設された。上り線新設の総工費は10億1100万円。
鍛冶屋川橋
- 全長：40.0m / 25m（上り / 下り）
- 幅員：6.5（11.75）m / 9m（上り / 下り）
- 形式：単純PCポステンパイプレi桁橋（上り）
- 竣工：1993年度 / 1963年（上り / 下り）

福島市土船字柿内・字土船西から字早稲田・字藁田に跨り、一級水系阿武隈川水系須川支流鍛冶屋川を渡る。1991年度より4車線化のために上り線橋梁が建設された。上り線新設の総工費は2億4800万円。南東側たもとに西縄文住居跡が位置する。
下白津川橋
- 全長：24m / 23.5m（上り / 下り）
- 幅員：13m / 6.5（11.75）m（上り / 下り）
- 形式：単純PCプレテン中空床版橋（下り）
- 竣工：1995年 / 1955年（上り / 下り）

下白津川橋歩道橋
- 全長：18.6
- 幅員：3.8m
- 竣工：1982年

福島市土船字谷地から桜本字谷地後・字森子段に跨り、一級水系阿武隈川水系鍛冶屋川支流白津川を渡る。下り線歩道幅員拡幅の為に下白津川橋歩道橋が架けられ、4車線化のために1994年度に上り線橋梁が新設された。下り線新設の総工費は1億7500万円。
須川橋
- 全長：66.0m（上り）・65.88m（下り）
  - 主径間：22.010m（上り）
- 幅員：6.5（11.75）m（上り）・6.8m（下り）
- 形式：3径間PC連結プレテンT桁橋（上り）
- 竣工：1995年（上り）・1968年（下り）

須川橋歩道橋
- 全長：65.9m
- 幅員：3.1m
- 竣工：1997年

福島市桜本字下柳・字森子段から二子塚字南中谷地・字須川端に跨り、一級水系阿武隈川水系荒川支流須川を渡る。4車線化のために1994年度に上り線橋梁が新設され、1995年3月24日に供用が開始された。上り線新設の総工費は3億2200万円。後に下り線側に人道橋が架設された。
天戸橋
- 全長：54.0m
- 幅員：6.8m
- 竣工：1965年[8]

天戸橋歩道橋
- 全長：54.0m
- 幅員：3.1m
- 竣工：1979年

福島市在庭坂字渡辺から字市造・町庭坂字檀ノ内に跨り、一級水系阿武隈川水系須川支流天戸川を渡る。橋上に歩道はなく、下り線側に人道橋が架設されている。
庭坂跨線橋
- 全長16.0m
- 幅員：9.0m
- 竣工：1973年

庭坂跨線人道橋
- 全長：7.0m
- 幅員：3.0m
- 竣工：1991年

福島市町庭坂字中通に位置し、JR奥羽本線を渡る。橋上は上下対向2車線で歩道が設置されていないことから、歩行者交通の安全性向上のために人道橋が架設された。
長老橋
長老橋側道橋
- 全長：98.0m
- 幅員：3.3m
- 竣工：1987年

福島市笹木野字高野から大笹生字河原に跨り、一級水系阿武隈川水系松川を渡る。橋北側には当橋梁名が用いられた長老橋運動公園が設置されている。橋上に歩道はなく、上り線側に人道橋がかかる。
上八反田橋
- 全長：11.0m
- 幅員：7.0m
- 竣工：1972年

福島市大笹生字中川・字川南から字桜畑に跨り、一級水系阿武隈川水系八反田川を渡る。
平地内橋
- 全長：17.0m
- 幅員：6.5（15.0）m
- 形式：PC単純プレテン中空床版橋
- 施工：日本ピーエス
- 竣工：2016年3月

福島市大笹生字台田・字柳町から字兎橋に跨り、一級水系阿武隈川水系八反田川支流の北八反田川を渡る。東北中央自動車道福島大笹生インターチェンジ建設に伴う大笹生工区の整備に関連して交付金事業により建設された。総工費は2億2500万円。
医王寺橋
- 全長：52.4m
- 幅員：16.8m
- 竣工：1970年[8]

福島市飯坂町平野字源八・字殿田から飯坂町字八景・字月崎町に跨り、一級水系阿武隈川水系摺上川支流の小川を渡る。
十綱橋

### 道の駅
- ふくしま（福島市大笹生月崎[14]）

## 地理

### 通過する自治体
- 福島県
  - 福島市
  - 伊達市

### 交差する道路
- 福島市
  - 国道115号（起点、さくら三丁目）
  - 福島県道126号福島微温湯線 微温湯温泉方面（庄野）
  - 福島県道126号福島微温湯線 福島市街地方面（土船）
  - 福島県道70号福島吾妻裏磐梯線（在庭坂 在庭坂薬師田交差点）
  - 福島県道310号庭坂福島線（町庭坂）
  - 福島県道198号庭坂停車場線（町庭坂）
  - 福島県道312号折戸笹谷線（大笹生）
  - 東北中央自動車道（福島大笹生IC）
  - 国道13号 山形方面（飯坂町平野 井野目交差点）
  - 国道13号 福島市街地方面（飯坂町平野 原交差点）
  - 国道399号飯坂バイパス（飯坂町字月崎町）
  - 福島県道3号福島飯坂線（飯坂町平野 小川橋北）
  - 福島県道313号中野梍町線（飯坂町）
  - 福島県道319号穴原十綱線（飯坂町 十綱橋西詰）
  - 国道399号 南陽方面（飯坂町湯野 十綱橋東詰　）
  - 福島県道124号飯坂桑折線（飯坂町湯野字明神町）
- 伊達市
  - 福島県道353号国見福島線（右城）
  - 国道4号・国道399号いわき方面（終点、広前 伊達交差点）

### 沿線にある施設など
- 福島県あづま総合運動公園
- 福島市立吾妻中学校
- 福島警察署庭坂駐在所
- 福島県運転免許センター
- 福島市立大笹生小学校・幼稚園